# Léon de Rosny
 (avril 2014).
Pour les articles homonymes, voir Rosny.
Léon Louis Lucien Prunol de Rosny savant français, né le 5 avril 1837 à Loos-lez-Lille (Nord), mort le 28 août 1914 à Fontenay-aux-Roses (Seine), est ethnologue, linguiste, japonologue, orientaliste, américaniste précolombien, épistémologue.

## Biographie professionnelle

### L’adolescence d’un surdoué
Léon Louis Lucien Prunol de Rosny est l’enfant unique de Lucien de Rosny et d’Élisa Marquet-Vasselot. Son père lui enseigne le vieux français et lui parle latin à table. Léon fait de bonnes études primaires. En 1843, la famille s’installe à Paris. À onze ans, il participe aux journées révolutionnaires de 1848 ; il soutient la IIe République. Léon passe ses vacances au Jardin du muséum d’histoire naturelle où Adrien de Jussieu le prend comme élève en 1850. Parallèlement il étudie la physique aux Arts et Métiers et prend des leçons de mathématiques avec Charles de Labarthe. En 1851, il imprime des bulletins « Non » pour le plébiscite de Louis-Napoléon. Ses parents décident alors de lui faire apprendre « un bon métier manuel » : il devient apprenti relieur. À partir de 1852, il étudie à l’École impériale et spéciale des langues orientales et publie son premier ouvrage, Observations sur les écritures sacrées de la presqu’île trans-gangétique. Orienté vers le japonais par son maître de chinois ancien, Stanislas Julien, il est reçu en 1853, à 16 ans, membre de la Société asiatique et l’année suivante devient membre de la Société orientale de France. Il commence en 1854 une collaboration, qui durera trente ans, avec l’Imprimerie impériale pour la gravure des poinçons japonais. En 1856, il publie Introduction à l’étude de la langue japonaise et, en partie pour assurer sa subsistance, devient rédacteur en chef de la Presse Algérienne.

### L’épanouissement dans la force de l’âge
Entre 20 et 40 ans, dans "la force de l’âge", Léon de Rosny déploie une incroyable activité : orientaliste, sinisant, américaniste, professeur de japonais, ethnologue, journaliste.
En 1858, il participe à la création de la première Société américaine de France et fonde la Revue Orientale et américaine qui paraîtra pendant près de cinquante ans. La même année, il est chargé de mission en Angleterre par le ministère de l’Instruction publique pour la publication d’un dictionnaire japonais-français-anglais, projet abandonné peu après pour raison budgétaire.
En 1859, il crée la Société d’Ethnographie américaine et orientale, qui deviendra en 1864 la Société d’Ethnographie, pour contribuer au "progrès moral des peuples, à la destruction des préjugés de race et de frontières conventionnelles". La même année, il découvre à la Bibliothèque nationale un manuscrit yucatèque qu’il publiera sous le nom de Codex Peresianus en 1887.
En 1861, le jury du Prix Volney distingue son Essai historique sur la langue chinoise comme le meilleur des neuf ouvrages en compétition. Cette année-là, il devient rédacteur permanent au journal Le Temps.
Reconnu comme un japonisant compétent, il escorte en 1862 la mission diplomatique du Japon en Europe, de Paris à Saint-Pétersbourg via Berlin.
En 1863, il est chargé par le ministère de l’Instruction publique d’un enseignement gratuit de langue japonaise à l’École spéciale des langues orientales. En 1864, il publie Études asiatiques de géographie et d’histoire.
Il est nommé membre de la commission scientifique pour l’Exposition universelle de 1867.
En 1868, il obtient la chaire de japonais créée pour lui à l’École des langues orientales et reçoit les Palmes académiques.
En 1869, il donne des conférences, qui ont un vif succès, sur l’Histoire des peuples de race jaune au Collège de France.
Il épouse Jeanne-Charlotte Devaux en 1872. En 1873, naît Henri, fils très doué et très aimé qui mourra à 21 ans. Six autres enfants suivent, quatre filles et deux garçons. Mais seules deux filles auront des enfants : Noémi (1881-1944) une fille, et Juliette (1884-1963), mariée à un Français émigré au Chili, sept filles et trois garçons.
Le couple s’installe en 1877 dans l’hôtel particulier que Léon a fait construire avenue Duquesne. Jeanne y tiendra salon. Nombreuses sont les personnalités qui le fréquentent : Clemenceau, les Carnot, Lesseps, Lamartine, Saint-Saëns, Heredia, Daudet, France, Dom Pedro, ancien empereur du Brésil, et bien d’autres.
En 1873 Rosny, président de la société d’Ethnographie, organise à Paris le premier Congrès international des orientalistes et fonde la Société des Études japonaises, chinoises, tartares et indochinoises.
Léon ressent durement la perte de sa mère Elisa Marquet-Vasselot de Rosny, en 1874, qui fut aussi sa confidente et sa collaboratrice.
En 1875, il réunit le premier Congrès international des américanistes, à Nancy.
En 1876, il publie Essai sur le déchiffrement de l’écriture hiératique de l’Amérique centrale et effectue des voyages d’études en Allemagne, Russie et en Finlande.

### L’apogée de la maturité
Pour répondre aux besoins croissants d’échanges scientifiques internationaux, il crée en 1877 l’Alliance Scientifique Universelle : « Association internationale des hommes de science pour faciliter les relations des ethnographes disséminés dans toutes les contrées du globe ». En 1880, il étudie à Madrid les Codex Cortesianus et Troano et démontre qu’ils sont les deux parties d’un seul texte. Il effectue un voyage en Roumanie, Bulgarie et Serbie pour étudier les populations danubiennes en 1881. En 1882 l’Académie des Inscriptions et Belles Lettres distingue son ouvrage : Les peuples orientaux connus des anciens Chinois.
En 1884, Léon de Rosny est fait chevalier de la Légion d’honneur. Il achète une maison de campagne à Manneville-ès-Plains (Seine-Maritime). En 1885, il reçoit le prix Stanislas-Julien pour Histoire des dynasties divines et publie ses Premières notions d’ethnographie générale. L’année suivante, il est nommé directeur adjoint de la conférence sur Les Religions de l’Extrême-Orient à la cinquième Section des sciences religieuses de l’EPHE, récemment créée. Ses conférences sur le bouddhisme y ont un vif succès. En 1887, il publie dans une forme qu’il juge lui-même malheureusement incomplète, l’ouvrage d’épistémologie qu’il porte en lui depuis plus de vingt ans : La Méthode conscientielle, Essai de philosophie exactiviste. Sa recherche du « criterium interne » de certitude scientifique conduit sa réflexion vers la métaphysique.
Rosny reçoit le prix Emile Loubat de l’Académie des inscriptions et belles-lettres en 1889 pour sa plus importante publication dans le domaine de l’américanisme, datant de 1876 : Essai sur le déchiffrement de l’écriture hiératique. La même année, il publie le Catéchisme bouddhique ou introduction à la doctrine de Bouddha Gotama. Nommé au Conseil d’administration de l’École coloniale en 1890, il y ouvre un cours de style épistolaire chinois. Le succès de ses conférences sur les religions de l’Extrême Orient, l’organisation de « promenades philosophiques » puis la création de l’École du Bouddhisme éclectique le font dériver largement hors du champ universitaire. Il le payera, en 1893. Malgré la publication du Hiao-king (Xiao jing) : La morale de Confucius, le livre sacré de la piété filiale, sa candidature comme professeur de chinois au Collège de France échoue. Rosny ne s’en remettra jamais complètement.

### Une vieillesse difficile
Il a perdu ses deux aînés, sa fille (1891) et son fils (1894) ; proche de la soixantaine, sa santé se dégrade malgré ses séjours à Manneville. Il assure de moins en moins ses obligations professorales. Son caractère difficile s’accentue : en 1896 il s’en prend à Edmond de Goncourt qu’il traite d’« amateur de japoniaiseries ».
Il perd un procès contre les frères Boex qui, selon lui, ont « indûment emprunté » le nom de Rosny. Les frères Boex utilisaient pourtant ce nom de plume depuis 1886, année de publication du roman Nell Horn de l'Armée du Salut. Les conclusions du jugement indiquent que : « Il a été jugé que la confusion ne pouvait exister entre le pseudonyme J.-H. Rosny et le nom Léon de Rosny, alors surtout que l'un était connu dans le monde des lettrés et l'autre, dans le monde scientifique. C. Paris, 24 mai 1905 Sirey, 1906-2-217. La jurisprudence ne voit une usurpation du pseudonyme, que dans le fait de s'en emparer pour bénéficier de la réputation acquise, ou s'en servant comme désignation dans une même branche de l'activité humaine. Tribunal civil de la Seine, 22 juillet 1896 S 96-2-219 ».
Cependant, Rosny continue à travailler et publie deux ouvrages majeurs : La Science de la Civilisation. Traité d’ethnographie théorique et descriptive en 1900 et Feuilles de Momidzi, Études sur l’histoire de la littérature, les sciences et les arts des Japonais en 1901.
Le titre, honorifique, de directeur à l’EPHE qu’il reçoit en 1903 ne l’apaise guère. Il fait don de sa collection d’ouvrages tartares à la bibliothèque de la Sorbonne. Il lègue en 1906 un premier ensemble de ses mille livres chinois et japonais, dont plusieurs ouvrages extraordinaires, à la Bibliothèque municipale de Lille, legs qu’il complète en 1911.
En 1907, l’administrateur des Langues Orientales le « met d’office » à la retraite. Rosny perçoit cette décision comme un affront.
Sept ans après, le 28 août 1914, Léon de Rosny meurt à Fontenay-aux-Roses (Hauts-de-Seine). Il avait rédigé son testament en 1885, précisant : « Je refuse les prières de toutes les églises. Je crois à une loi rationnelle, logique, immuable et bienfaisante de l’univers, et cette loi, je l’appelle Dieu. C’est à ce Dieu, conscience éternelle du bien que je confie mon âme. » Conformément à une clause précise de son testament, Jeanne son épouse, brûlera tous ses papiers.

## Vie privée

### Cinq ascendants érudits
- Le père : Lucien de Rosny (1810-1871)

Lucien Joseph Prunol de Rosny est né le 2 février 1810 à Valenciennes et mort le 23 avril 1871 à Levallois Perret. Tout en étant pendant quelques années greffier comptable à la Maison centrale de détention de Loos, érudit, il s’intéresse au Moyen Âge, à l’étude de la Flandre et de Lille en particulier ainsi qu'à l’Amérique précolombienne. Sur tous ces sujets, il publiera une vingtaine de livres. À la suite du coup d'État de 1852, Lucien s'exile en Angleterre pour huit ans. En 1862, il préside la Société américaine de France, puis devient membre de la Société d'Ethnographie créée sous l'impulsion de son fils Léon.
- Le grand-père paternel: Joseph Antoine Nicolas Prunot de Rosny (1771-1814)

Joseph Antoine Nicolas Prunot de Rosny est né le 29 août 1771 à Paris et mort le 21 octobre 1814 à Valenciennes.
Le grand-père de Léon de Rosny entre dans l’armée en 1788, fait les premières campagnes de la Révolution et se retire du service avec le grade de capitaine. Il devient directeur de la Maison Centrale de détention de Loos. Il est aussi secrétaire particulier du roi Louis de Hollande, père de Napoléon III, et ami du fabuliste Jean-Pierre Claris de Florian. Joseph est Franc-maçon. Son père, Nicolas (ca.1740-1794), Intendant général des Fermes du Roi, le déshérite "en raison de ses opinions politiques en faveur de Voltaire, Jean-Jacques Rousseau et autres Encyclopédistes".
En 25 ans, Joseph de Rosny publiera une quarantaine d’ouvrages caractérisés par leur incroyable diversité : théâtre, romans, poésies, récits moralisateurs, dictionnaires, biographies, ouvrages érudits, journaux savants, etc. Son premier ouvrage publié à Paris et Londres en 1789, à 18 ans, s’intitule "Ulamor et Feltidie, histoire allégorique traduite de l’arabe, par M. R… A.-J.-N. de Rosny" et le dernier quelques semaines avant de mourir « Placet allégorique présenté à S. M. l’Empereur et Roi (sic), par un officier réformé ».
- Le grand-père maternel : Louis Augustin Marquet-Vasselot (1781- ca.1860)

Louis Augustin Marquet-Vasselot né le 10 septembre 1781 à Poitiers et mort vers 1860 à Loos (?), fait carrière dans l'administration Pénitentiaire (directeur de la Maison centrale de détention de Loos, Nord, de 1829 à 1841). Il publie plusieurs ouvrages importants sur les condamnés et les systèmes pénitentiaires ainsi qu'une « Ethnographie des prisons », en 1854.
- Un arrière-grand-père : Gabriel Hécart (1755-1838)

Gabriel Antoine Joseph Hécart est né le 24 mars 1755 à Valenciennes où il est mort le 19 novembre 1838 ; il est le beau-père de Joseph de Rosny, grand-père de Lucien de Rosny et arrière-grand-père de Léon de Rosny. Homme de lettres français, membre correspondant de plusieurs académies, telles que la Société royale des antiquaires de France, il est naturaliste, philologue et historien. À ces différents titres, il publie une quinzaine d'ouvrages dont un dictionnaire rouchi-français de 1 550 pages.
- Un arrière-arrière-grand-oncle : Antoine Edme Prunot de Pommegorge (1720-1802)

Arrière-grand-oncle de Léon de Rosny , « M.P.D.P » (Monsieur Pruneau de Pommegorge), voyage le long des côtes d’Afrique entre 1743 et 1765. Il est conseiller au Conseil souverain de Sénégal, commandant du Fort Saint-Louis de Gregoy au royaume de Juda.
En 1789, il publie Description de la Nigritie.

### La famille: des relations ambiguës
Enfant unique, Léon voue à sa mère, née Elisa Marquet-Vasselot, une affection et une admiration profondes ; il ressent durement son décès en 1874 : il perd alors une mère bien-aimée et une collaboratrice active de la Société d’Ethnographie. Pour Léon, son père, Lucien, est avant tout un "collègue" respecté de la Société Américaine de France.
En 1872, il épouse Jeanne, elle a 20 ans, 15 ans de moins que lui. Entre 1873 et 1885, elle lui donne six enfants. Leurs relations, amoureuses puis affectueuses, deviennent respectueuses puis lointaines, de plus en plus au fil du temps qui passe, du "caractère difficile" de Léon qui s’accentue, de la "vie excentrique" qu’il fait mener à la famille et de sa propension à dépenser les revenus du ménage pour ses publications et ses travaux. À tel point qu’en 1907 Jeanne envisage sérieusement de divorcer. Elle n’en fait rien et respectera ses dernières volontés jusqu’à brûler, comme il l’a demandé, tous ses papiers.
Henry, le fils ainé, est doué ; à 18 ans, il publie une étude remarquable sur la Mandchourie. Hélas, il se suicide par amour à 21 ans. Léon perd un fils aimé et un brillant successeur. Quant à Ismaël, le second fils et dernier enfant, il s'en désintéresse. L’ainée des quatre filles, Meryem est élevée à la Légion d’Honneur - Rosny peine à payer sa scolarité - ; pieuse et excellente élève elle meurt à 16 ans, laissant ses proches dans la désolation. Isis et Noémi, les deux suivantes, montrent des dons, littéraires pour la première, plastiques pour la seconde, dont leur père est fier. Isis reste célibataire, Noémi épouse un médecin dont elle aura un enfant. Enfin, Juliette, la quatrième et dernière des filles, bonne musicienne, soutient son père jusqu’à son mariage, en 1911 ; à 27 ans elle épouse un français émigré au Chili, dont elle aura dix enfants.

### Une personnalité complexe
Son extraordinaire faculté d’assimilation  et son éclectisme assumé - aussi bien pratique que philosophique - font de l’œuvre de Rosny un faisceau de livres, d’articles et de conférences aux sujets multiples et divers : des mœurs des Aïnous aux codex des Mayas, de la poésie japonaise à l’élevage des vers à soie, du bouddhisme non "théiste" au confucianisme de la Piété-Filiale.
Cette diversité, cependant, a un fil conducteur : l’approfondissement  de son concept de "Nature universelle ".
Léon de Rosny est aussi un "entrepreneur". Il crée des sociétés savantes, lance des revues, organise des congrès. Dans sa recherche de sources et sa volonté de faire-savoir, il est décentralisateur en France et homme de réseau à l’international.
Communicant, il veut faire connaître aux savants et aux amateurs éclairés les découvertes de la "science des civilisations" : l’ethnographie naissante. Il n’hésite pas à accueillir de la publicité dans ses revues savantes : horresco referens, le dentifrice côtoie l’exégèse du sanscrit. Mais il faut bien financer les publications, la Revue orientale et américaine par exemple, qui paraîtra pendant près de cinquante ans.

## Distinctions
- Chevalier de la Légion d'honneur (1884)

## Ouvrages
- Observations sur les écritures sacrées de la presqu'île trans-gangétique (1852)
- Alphabets orientaux et occidentaux avec spécimen des diverses écritures du monde et la transcription des caractères (1854)
- Notice sur l'écriture chinoise et les différentes phases de son histoire (1854)
- Notice sur la langue annamique (1855)
- Quelques observations sur la langue siamoise et sur son écriture (1855)
- Introduction à l'étude de la langue japonaise (1856)
- Notice sur le thuya de Barbarie (callitris quadrivalvis) et sur quelques autres arbres de l'Afrique boréale (1856)[37]
- Mœurs des Aïno, insulaires de Yéso et des Kouriles (1857)
- Remarques sur quelques dictionnaires japonais et sur la nature des explications qu'ils renferment (1858)
- L'Empire japonais et les archives de M. de Siebold (1862)
- « Aperçu de la langue coréenne », Journal asiatique, série 6, tome 3, mars-avril 1864, p. 287‒325
- Méthode de japonais (1864)
- Grammaire japonaise accompagnée d'une notice sur les différentes écritures japonaises (1865)
- Guide de la conversation japonaise, précédé d'une introduction sur la prononciation en usage à Yédo (1865)
- Des affinités du japonais avec certaines langues du continent asiatique (1867)
- Dictionnaire des signes idéographiques de la Chine, avec leur prononciation usitée au Japon, accompagné de la liste des signes idéographiques particuliers aux Japonais (1867)
- Sur la géographie et l'histoire de la Corée (1868)
- De l'origine du langage (1869) : où la thèse de Rosny est plus convaincante que celle de Renan sur le point particulier du débat inné-acquis. Rosny, en avance sur les conceptions dominantes de l’époque, récuse l’innéisme.
- Anthologie japonaise, poésies anciennes et modernes (1871), la première traduction-interprétation, en français, à la lumière des éléments culturels et sociétaux permettant une mise en perspective de son travail, s’offrant ainsi à une possible critique.
- L'Interprétation des anciens textes mayas (1874)
- Mémoire sur la numération dans la langue et dans l'écriture des anciens Mayas (1875)
- Essai sur le déchiffrement de l'écriture hiératique de l'Amérique centrale (1876) : le problème des écritures mayas reçoit un commencement de solution pour ce qui est des unités de temps et de numération ainsi que pour la relation entre le figuratif et le phonétique.
- Le ″Codex Troano″ et l'écriture hiératique de l'Amérique centrale (1878)
- Le Mythe de Quetzal coatl (1878)
- Le Positivisme spiritualiste. De la méthode conscientielle et de son application en ethnographie (1879)
- Les peuples orientaux connus des anciens Chinois (1881)
- La Religion des Japonais ; quelques renseignements sur le sintauïsme (1881)
- Les Documents écrits de l'antiquité américaine, compte-rendu d'une mission scientifique en Espagne et en Portugal (1880) (1882)
- Premières notions d'Ethnographie générale (1885) : l’unification recherchée des civilisations, sans critères de classement et de jugement ; le concept-clé de « variété dans l’unité » mis en pratique dans toute l’œuvre ethnographique ; le refus de la référence au physicalisme racial comme critère de classement ; l’exclusion de tout apport de l’anthropologie physique dans le degré d‘évolution et de complexité des langues.
- Les Romains d'Orient. Aperçu de l'ethnographie de la Roumanie (1885)
- Les Coréens, aperçu ethnographique et historique (1886)
- Le Pays des dix mille lacs : quelques jours de voyage en Finlande (1886)
- La Méthode conscientielle, essai de philosophie exactiviste (1887) : le "criterium interne" de la certitude résultant, dans l'esprit, de l’accord de sa face rationnelle passive ou puissance conscientielle et de sa face rationnelle active ou puissance analytique ou déductive.
- Ni-hon Syo-ki, le livre canonique de l’antiquité japonaise (1887), publié en japonais et en français, couronné par l’AIBL. Contient l’édition de 1884 de Kami yo-no maki, histoire des dynasties divines. Connu sous le titre chinois Ni-hon Syo-ki, le Yamato-bumi, « bible du Japon » est le second des trois livres canoniques de l’antiquité japonaise
- La Morale du Bouddhisme (1891)
- Le Taoïsme (1892) : l’exégèse du livre majeur du Taoïsme, le « Tao-teh King »
- Hiao-King (1893) : Confucius et le livre canonique de la Piété-Filiale
- Les Origines bouddhiques du christianisme (1894)
- La Virginité et les vierges-mères de l'Orient (1895)
- L'idée de Dieu dans la philosophie religieuse de la Chine (1900)
- Feuilles de Momidzi, sur l’histoire, les religions, la littérature, les sciences et les arts des Japonais (1902) : vaste rassemblement d’études telles que les origines du Sintauïsme ; la littérature géographique et la cartographie ; les novateurs bouddhistes de l'Extrême-Orient ; la botanique et l'art floral ; les îles de l'Asie Orientale ; la poésie populaire, etc.
- L'Atlantide historique, étude d'ethnographie et d'archéologie américaines (1902)
- L'Alliance scientifique universelle. L'Idée qui a présidé à sa fondation, son programme primitif et ses modifications éventuelles (1903)
- L'Amérique pré-colombienne, études d'histoire, de linguistique et de paléographie sur les anciens temps du Nouveau-Monde (1904)

## Littérature
- Bénédicte Fabre-Muller; Pierre Leboulleux; Philippe Rothstein: Léon de Rosny : 1837-1914; de l'Orient à l'Amérique, Villeneuve-d'Ascq : Presses Universitaires du Septentrion, 2014,  (ISBN 978-2-7574-0848-3)
- Michaël Ferrier, « L'art du repiquage : présences du Japon de Léon de Rosny à Dany Laferrière », D’après le Japon, actes du Colloque international de l’École Normale Supérieure, Nantes : Éd. Cécile Defaut, p. 55-82.